# جوزپه یاکینی
جوزپه یاکینی (ایتالیایی: Giuseppe Iachini؛ زادهٔ ۷ مهٔ ۱۹۶۴) بازیکن سابق و مربی فوتبال اهل ایتالیا است.
از باشگاه‌هایی که در آن بازی کرده‌است می‌توان به باشگاه فوتبال پالرمو، باشگاه فوتبال فیورنتینا، باشگاه فوتبال ونتزیا، باشگاه فوتبال هلاس ورونا، باشگاه فوتبال آلساندریا، باشگاه فوتبال کومو و باشگاه فوتبال آسکولی اشاره کرد.